# Ferrera
Ferrera (Reto-Romaans: Farera) is een gemeente in het Zwitserse kanton Graubünden, en maakt deel uit van het district Hinterrhein. De gemeente is op 1 januari 2008 ontstaan uit een fusie van de zelfstandige gemeenten Ausserferrera en Innerferrera, de huidige woonkernen.
Ferrera telt 84 inwoners.